# David Caruso
David Caruso, född 7 januari 1956 i Forest Hills i Queens i New York, är en amerikansk skådespelare.
Caruso har erhållit en Golden Globe för "Best Performance by an Actor in a TV-Series – Drama" tack vare sin insats i TV-serien På spaning i New York.
Efter en rad biroller slog Caruso igenom i På spaning i New York 1993. Mellan 2002 och 2012 porträtterade han kriminalpolisen Horatio Caine i TV-serien CSI: Miami.

## Filmografi i urval
- 1982 – En officer och gentleman
- 1982 – First Blood
- 1988 – Twins
- 1990 – King of New York
- 1991 – Höken är lös
- 1993 – Mad Dog och Glory
- 1993 – Judgment Day: The John List Story (TV-film)
- 1993–1994 – På spaning i New York (TV-serie)
- 1995 – Dödskyssen
- 2000 – Proof of Life
- 2002–2012 – CSI: Miami (TV-serie)